# Перієць (Олт)
Перієць, Перієці (рум. Perieți) — село у повіті Олт в Румунії. Входить до складу комуни Перієць.
Село розташоване на відстані 122 км на захід від Бухареста, 15 км на схід від Слатіни, 59 км на схід від Крайови.

## Населення
За даними перепису населення 2002 року у селі проживали 946 осіб, усі — румуни. Усі жителі села рідною мовою назвали румунську.